# Uitgebreid gevalideerd SSL-certificaat

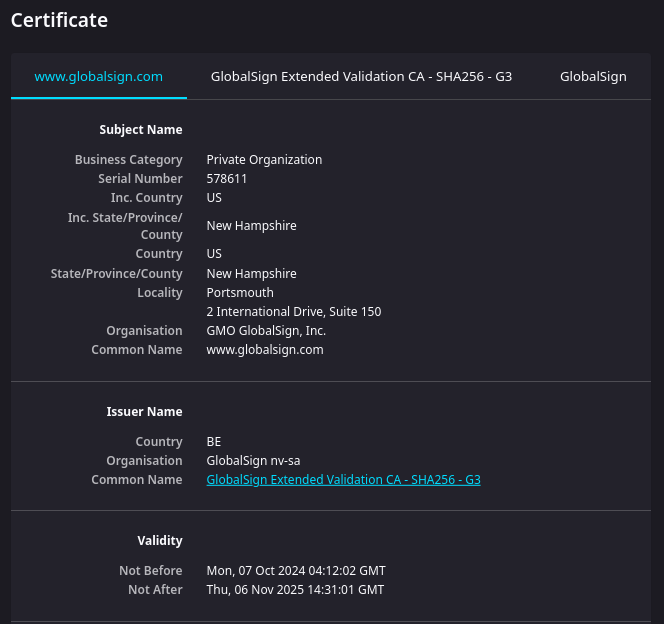
EV-certificaat in Mozilla Firefox

Een uitgebreid gevalideerd SSL-certificaat of EV-certificaat (EV-SSL, Engels: Extended Validation Certificate) is een X.509-certificaat uitgegeven door een certificaatautoriteit (CA) via het public key infrastructure-systeem. Een EV-certificaat voldoet aan specifieke eisen omtrent identiteitscontrole. Aan deze eisen moeten uitvoerig voldaan zijn voordat een certificaat wordt toegekend door een CA. Certificaten uitgegeven door een CA onder de EV-richtlijnen zijn niet structureel verschillend van andere certificaten en bieden bijgevolg geen betere encryptie dan andere, goedkopere certificaten. Ze zijn echter wel voorzien van een CA-specifieke identificatie zodat EV-ondersteunde software deze certificaten kan herkennen. 
Bij een geldig EV-certificaat verschijnt een groene balk in de adresbalk (zie plaatje).
De criteria die gebruikt worden om EV-certificaten uit te geven zijn bepaald in de Guidelines for Extended Validation Certificates (richtlijnen voor EV-certificaten). De richtlijnen worden opgesteld door het CA/Browser Forum, een nonprofitorganisatie. Deze organisatie bestaat uit belangrijke certificaatautoriteiten, ontwikkelaars van internetsoftware en vertegenwoordigers van controleberoepen en juridische beroepen.

## Compatibele software
Ondersteuning voor de meeste EV-certificaten is ingebouwd in Google Chrome, Internet Explorer, Mozilla Firefox, Opera en Safari.